# Crimisus
Crimisus is een geslacht van rechtvleugeligen uit de familie doornsprinkhanen (Tetrigidae). De wetenschappelijke naam van dit geslacht is voor het eerst geldig gepubliceerd in 1887 door Bolívar.

## Soorten
Het geslacht Crimisus omvat de volgende soorten:
- Crimisus acutus Günther, 1939
- Crimisus bolivianus Bruner, 1913
- Crimisus contractus Bolívar, 1887
- Crimisus costaricensis Günther, 1939
- Crimisus infuscatus Bruner, 1910
- Crimisus lobatus Hancock, 1909
- Crimisus minor Bruner, 1910
- Crimisus modicus Günther, 1939
- Crimisus patruus Bolívar, 1887
- Crimisus steinbachi Bruner, 1913
- Crimisus tibialis Bruner, 1910
- Crimisus variegatus Bruner, 1910